# Neosalpingus brevis
Neosalpingus brevis es una especie de coleóptero de la familia Salpingidae.

## Distribución geográfica
Habita en Queensland (Australia).